# Amnesicoma vicina
Amnesicoma vicina là một loài bướm đêm trong họ Geometridae.